# Franz Sitte (Architekt)
Franz Sitte (* 8. Juli 1818 in Weißkirchen in Nordböhmen, heute Bílý Kostel nad Nisou; † 26. Juni 1879 in Penzing (seit 1892 nach Wien eingemeindet)) war ein österreichischer Baumeister, Architekt und Vater von Camillo Sitte.

## Leben
Franz Sitte war der Jüngste von neunzehn Geschwistern und wurde mit acht Jahren Waise. Ursprünglich hätte er eine Lehrerlaufbahn einschlagen sollten und besuchte zu diesem Zwecke das Gymnasium in Reichenberg (heutiges Liberec). Durch die Bekanntschaft mit zwei Baumeisterssöhnen entschloss er sich zu einer Lehre bei einem Baumeister (1835–37) und studierte anschließend Architektur an der Wiener Akademie der bildenden Künste bei Pietro Nobile. Trotz Erlangung eines akademischen Preises und der Zusicherung eines Stipendiums brach er dieses Studium nach zwei Jahren ab. Von August 1840 bis Anfang 1841 hielt er sich in München auf. Seinen Lebensunterhalt finanzierte er sich als Architekturzeichner und Bauführer, so unter anderem von 1841 bis 1842 im Architekturbüro von Franz Xaver Lössl. In München lernte er den Schweizer Architekten Johann Georg Müller kennen, den Gewinner des Wettbewerbes zur Errichtung der Altlerchenfelder Pfarrkirche in Wien. Beim Bau dieser war Sitte ab 1848 erster Bauzeichner und wurde nach dem Tod Müllers ein Jahr später sein Nachfolger in der Bauleitung der "Renaissancekirche in Altlerchenfeld". 1861 wurde er dafür mit dem Goldenen Verdienstkreuz mit der Krone ausgezeichnet.

## Familie
Sitte ehelichte 1842 die dreizehn Jahre ältere Theresia Schabes († 1863). Der einzige Sohn aus dieser Verbindung wurde 1843 geboren und war der berühmte Architekt und Stadtplaner Camillo Sitte. Sein Enkel Heinrich Sitte wurde Lehrstuhlinhaber für Klassische Archäologie an der Universität Innsbruck.

## Werke

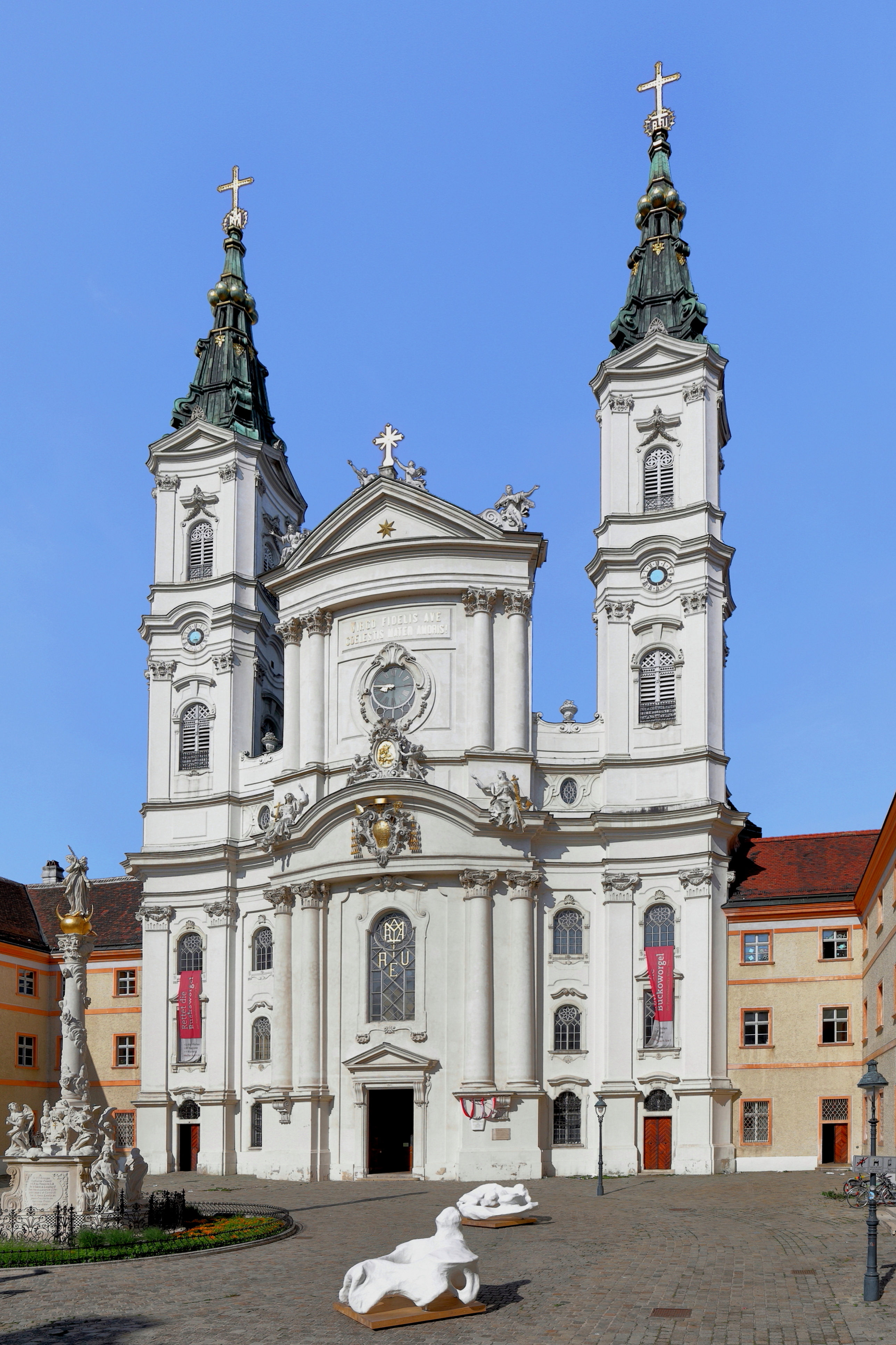
Hauptfassade der Piaristenkirche Maria Treu (1856–1869)

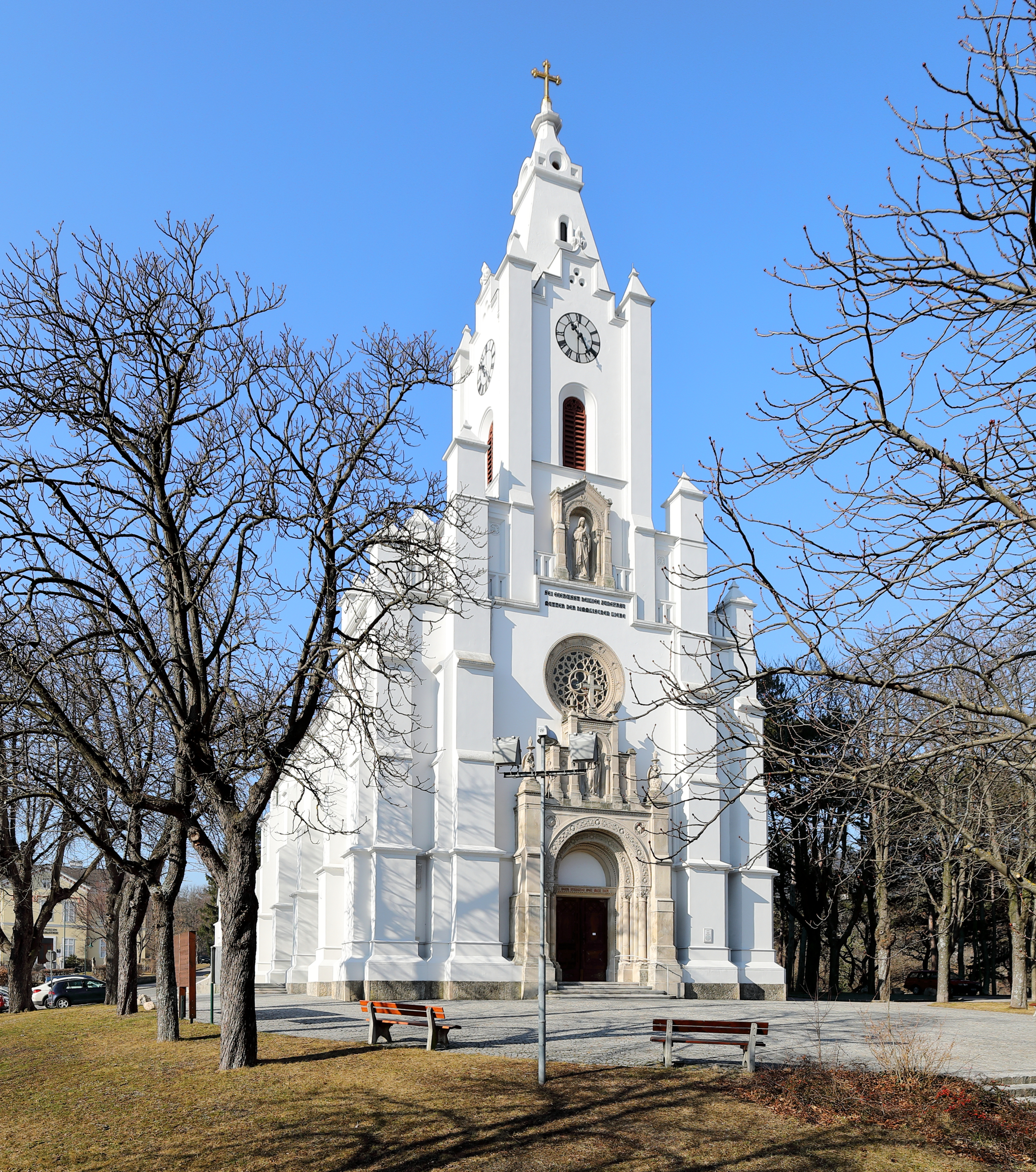
Stadtpfarrkirche von Bad Vöslau (1860–1870)

Auszug aus dem Architektlexikon 1770–1945:
- 1848–1861: Altlerchenfelder Pfarrkirche, Wien 7 (anfangs Bauleitung unter Georg Müller, nach dessen Tod für die Fertigstellung insbesondere für die Details des Außenbaus verantwortlich)
- 1852–1854: Priesterhauskapelle Wien, 3, Ungargasse 38 (nicht erhalten)
- 1856–1858: Kirche in Jedenspeigen (Erweiterung u. Marienkapelle), NÖ
- 1853–1858: Grabmal Erzbischof Milde, Katharinenkapelle, Dom St. Stephan, Wien 1
- 1856–1869: Piaristenkirche Maria Treu (Fassade u. Türme), Wien 8, Jodok-Fink-Platz
- 1858: Pfarrkirche Jedenspeigen, Anbau des nördlichen Seitenschiffes und der Marienkapelle
- 1860–1870: Katholische Pfarrkirche, Bad Vöslau, NÖ
- 1862: ehem. Mädchenschule der Piaristen, Wien 8, Lederergasse 8
- 1871–1874: Mechitaristenkirche, Wien 7, Neustiftgasse 4 (Erneuerung, mit Camillo Sitte)